# Marcos Juárez (departamento)

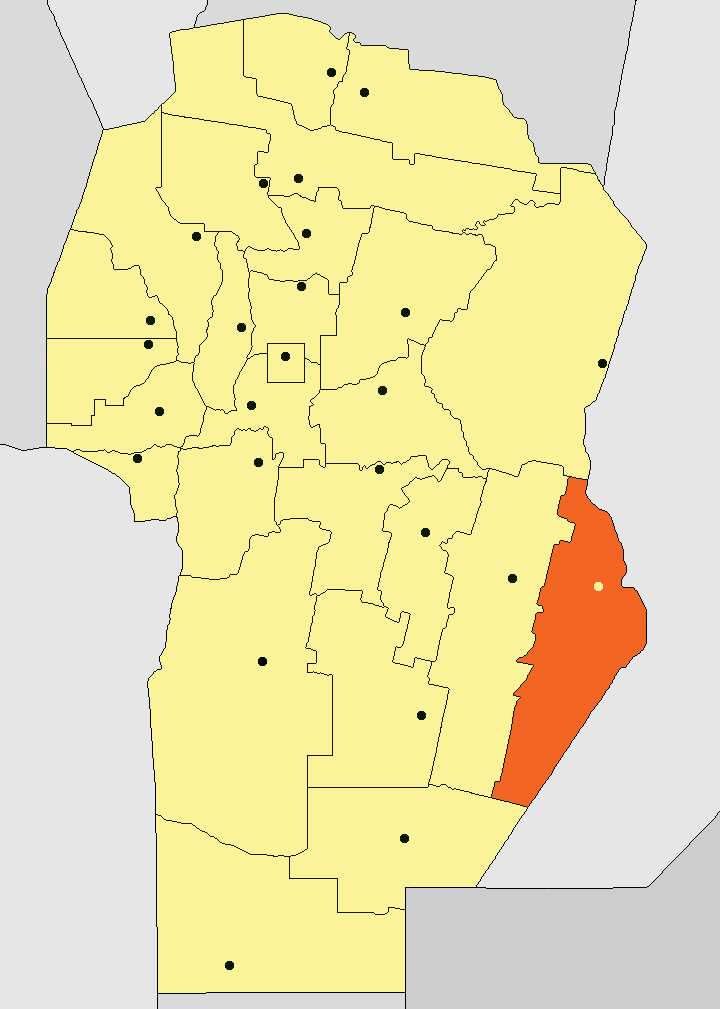
Departamento Marcos Juárez.

Marcos Juárez é um departamento da Argentina, localizado na província de Córdova. Possuía, em 2019, 114.165 habitantes.